# 竹内康晃
竹内 康晃（たけうち やすあき、1977年5月4日 - ）は、東京都出身（埼玉育ち）の元お笑い芸人。実演販売士。身長161cm、血液型B型。

## 来歴
1994年に浅見達也と『ジェット☆キッズ』を結成。ボケを担当。クラブマニアから衣装の提供を受けるなど、ビジュアル系の芸人としても有名だった。また単独ライブビデオ「ジェット☆キッズライブ」やCD「ネタDE笑辞典（M2カンパニー編）」も発売するなどしたが、2001年12月に解散。
その後2002年から2009年1月までアルバイト先の同僚だった増井歩と「ハロ」というコンビを組んでいた。
またピン芸人としてR-1ぐらんぷり2009では準決勝まで勝ち進む。
現在はお笑い芸人を辞め、実演販売士として活動している（2023年時点）。

## 出演

### テレビ
ジェット☆キッズ名義
- ジャムパラ（日本テレビ）
- 新春かくし芸大会（フジテレビ）
- タモリ倶楽部「リアクション王決定戦」（テレビ朝日）
- タモリの超ボキャブラ天国（フジテレビ）
- A女E女（フジテレビ）
- トロイの木馬（フジテレビ）
- ブレイクもの!（フジテレビ）
- 爆笑オンエアバトル（NHK総合） - 戦績1勝3敗 最高453KB
- 第64回欽ちゃんの仮装大賞（日本テレビ）

ハロ名義
- エンタの神様（日本テレビ）

### コマーシャル
- 資生堂「uno」
- JA自賠責保険 ・Nintendo64 （ジェット☆キッズ）

## ハロ竹内
竹内康晃がブログの見出しに使っているブロガー（竹内康晃の場合は芸人ブロレスラー）としての名前。そのため、竹内康晃ではなく“ハロ竹内”と認識しているブログファンも多い。
このブログは、おちまさとプロデュースで書籍出版権を賭けて芸人6組が3ヶ月間ブログのアクセス数を競った芸能人ブロレスで誕生したアメーバブログの公式ブログである。
ブログ名は最初「都市伝説を追え！~噂のアノ人捕まえたっ~」だったが何度か名前を変え、
現在は「穴ゴーゴーゴー！」である。この「穴ゴーゴーゴー!」はサザエさんのキャラクター・穴子さんから取ったものである。
最大時には1週間で十万アクセスを誇った。竹内康晃は自身の優勝で幕を閉じたブロレス終了後も更新を続けている。

## ヨンバン様
竹内康晃のブログ、（ヨンバン様~噂のアノ人捕まえたっ~）で登場したペ・ヨンジュンの熱狂的な家族（ファン）。

ピンクのシャツにヨン様マスクがトレードマークの振り切れたオネエキャラ。トレーと4番のプレートを持ち歩いている。声はミッキーマウスに似ている。
他にもたくさんのキャラクターが登場したこのブログの中で最も人気が高く、ブログを飛び出して2006年のR-1グランプリに出場。ハロ、ヤポンスキーなどとライブも開催している。
しかし、なぜかブログでも舞台でも竹内康晃とヨンバン様が同時に登場することは無い。